# Bidschar (Verwaltungsbezirk)
Bidschar (persisch شهرستان بیجار) ist ein Schahrestan in der Provinz Kurdistan im Iran. Er enthält die Stadt Bidschar, welche die Hauptstadt des Verwaltungsbezirks ist. 

## Kreise
Der Verwaltungsbezirk gliedert sich in folgende Kreise:
- Zentral (بخش مرکزی)
- Chang Almas (بخش چنگ الماس)
- Karani (بخش کرانی)

## Demografie
Bei der Volkszählung 2016 betrug die Einwohnerzahl des Schahrestan 89.162. Die Alphabetisierung lag bei 78 Prozent der Bevölkerung. Knapp 64 Prozent der Bevölkerung lebten in urbanen Regionen.
| Zensusjahr | Einwohnerzahl |
| ---------- | ------------- |
| 2011       | 93.714        |
| 2016       | 89.162        |